# Simon the Sorcerer 3D
Simon the Sorcerer 3D (ou Simon 3D) est un jeu vidéo d'aventure développé par Headfirst Productions et édité par Adventure Soft, sorti en 2002 sur Windows.

## Accueil
- Adventure Gamers : 3/5[1]
- Jeux vidéo Magazine : 9/20[2]